# 2014年のバスケットボール
< 2014年 | 2014年のスポーツ
2014年のバスケットボール（2014ねんのバスケットボール）では、2014年（平成26年）のバスケットボール関連の出来事をまとめる。

## できごと

### 1月
- 12日 - 皇后杯全日本総合選手権、でJX-ENEOSがトヨタ自動車に69－61で勝ち2年ぶり18回目の優勝。
- 13日 - 天皇杯全日本選手権男子決勝、東芝神奈川が82-79でトヨタ自動車東京を下し、8年ぶり3回目の優勝。

### 4月
- 7日 - 第76回NCAA男子バスケットボール選手権の決勝がアーリントンのAT&Tスタジアムで行われ、コネチカット大学が60-54でケンタッキー大学を下し3年ぶり4度目の優勝。
- 29日 - NBAは、ロサンゼルス・クリッパーズオーナーのドナルド・スターリングが知人女性に対して人種差別的な発言をしたとして、永久追放処分及び250万ドル（約2億6000万円）の罰金を課したことを発表。またスターリングに対してチームも売却させる方針[1]。

### 6月
- 21日 - 日本バスケットボール協会はbjリーグとNBLの統一協議を始める。国際バスケットボール連盟から2リーグ並立が問題視され、五輪出場などが規制される虞れがあるため[2]。

### 11月
- 26日 -　国際バスケットボール連盟がナショナル・バスケットボール・リーグ （ＮＢＬ）と日本プロバスケットボールリーグ（bjリーグ）の2つの男子のトップリーグを統合出来ないのは事態を収拾できないのは組織運営に問題があるとして日本バスケットボール協会を資格停止処分に。

### 12月
- 24日 - 日本ナショナル・リーグの和歌山トライアンズが経営難から年内にも活動を停止する可能性、及び存続の危機に瀕していることが明らかに。和歌山は2013年に前身のパナソニックトライアンズから参加権を譲渡して活動していた[3]。

## 国際大会
2014年FIBAバスケットボール・ワールドカップ（ スペイン）
2014年女子バスケットボール世界選手権（ トルコ）

## 国内大会

### その他日本国内
- 第89回天皇杯・第80回皇后杯全日本総合選手権（1月1日〜13日）
  - 男子
    - 決勝：東芝ブレイブサンダース神奈川 82 - 79 トヨタ自動車アルバルク東京
      - 東芝神奈川は8年ぶり3回目の優勝。

  - 女子
    - 決勝：JX-ENEOSサンフラワーズ 69 - 61 トヨタ自動車アンテロープス
      - JX-ENEOSは2年ぶり18回目の優勝（共同石油、ジャパンエナジー、JOMO時代を含む）。

- Wリーグ2013-14・ファイナル
  - 第1戦：JX-ENEOSサンフラワーズ 59 - 55 デンソーアイリス
  - 第2戦：JX-ENEOSサンフラワーズ 73  - 71 デンソーアイリス
  - 第3戦：JX-ENEOSサンフラワーズ 71  - 68 デンソーアイリス
    - JX-ENEOSは6年連続11回目の優勝（ジャパンエナジー、JOMO時代を含む）。